# Дзета Стрелы
Дзета Стрелы (ζ Sge / ζ Sagittae) — тройная звезда в северном созвездии Стрелы. Система звёзд имеет общую видимую звездную величину 5,01m и видна невооруженным глазом, находится на расстоянии 260 св.лет от Солнца.

## Характеристики системы
Визуальная тройная звезда состоит из тесной двойной пары массивных белых звезд главной последовательности спектральных классов A3 и A4, вокруг которой обращается меньший компонент. Основная компонента системы, ζ Sge A, является переменной звездой, отличается большой скоростью вращения, которая в её экваториальной области достигает 240 км/с, из−за чего звезда имеет форму трехосного эллипсоида с экваториальной выпуклостью — её экваториальный радиус превосходит полярный на 14%.
Вторая компонента внутренней пары звёзд, ζ Sge B, обращается вокруг центральной звезды с периодом 23,2 года, по вытянутой орбите с большой полуосью ~10,6 а.е. и эксцентриситетом 0,79. Для наблюдателя с Земли угловое расстояние между внутренними компонентами составляет в среднем 0,136".
Третья компонента системы ζ Sge C является желто-белым карликом спектрального класса F5, обращается вокруг центральной пары звёзд с периодом 8000 лет и на удалении 700 а.е. (8,33").